# Sarah Siddons

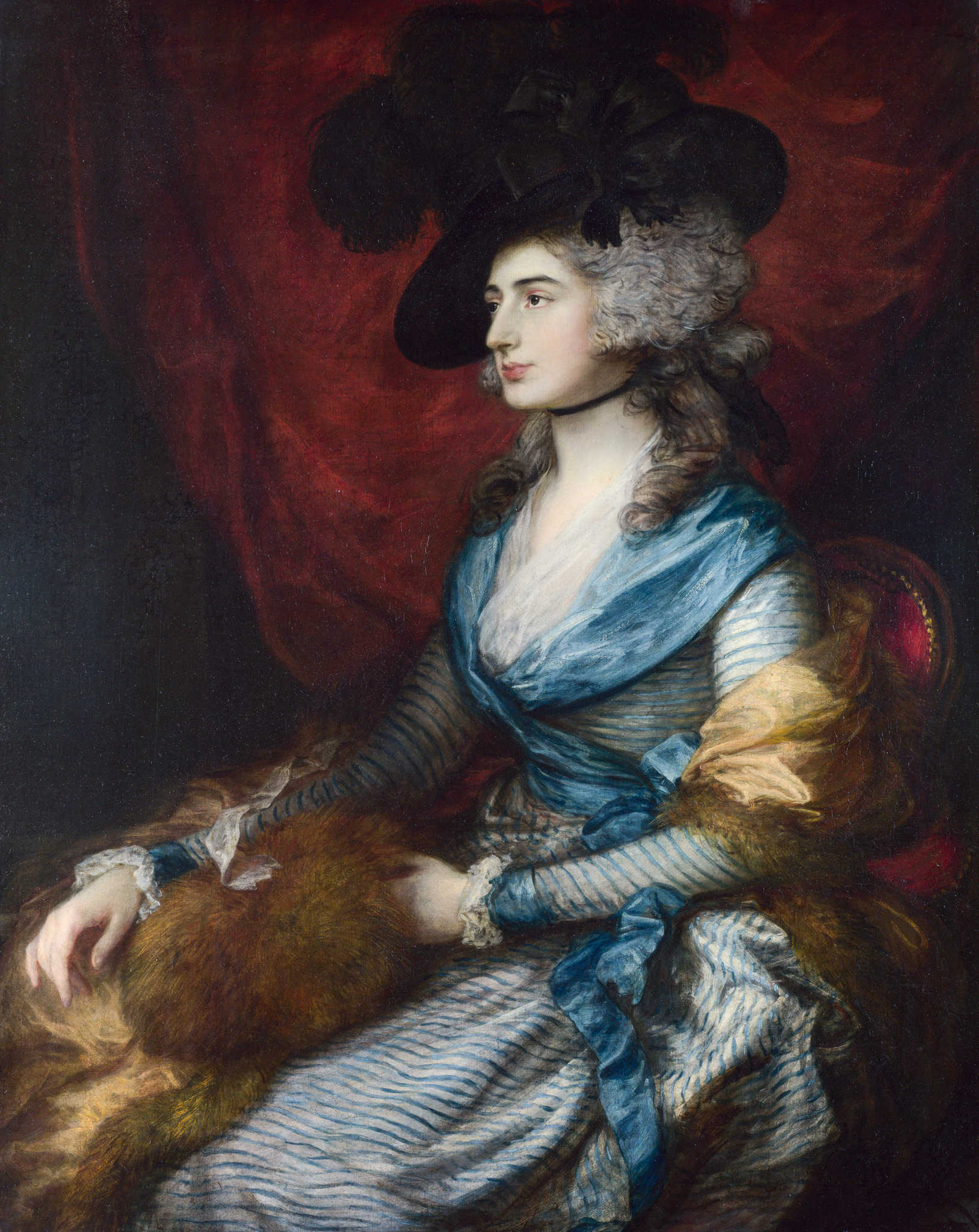
Portret Sary Siddons autorstwa Thomasa Gainsborough

Sarah Siddons (ur. 5 lipca 1755 w Brecon, zm. 8 czerwca 1831 w Londynie) – walijska aktorka teatralna.
Była najstarszym z dwanaściorga dzieci Rogera i Sary Kemble, prowadzących wędrowną trupę aktorską. Liczne z ich dzieci kontynuowały potem karierę aktorską. Sarah występowały na scenie już jako dziecko, ale równocześnie uczęszczała do szkół w miastach, gdzie przebywali. Jako nastolatka zakochała się w Williamie Siddonsie, również występującym w trupie jej rodziców. Początkowo nie aprobowali oni tego związku, jednak ostatecznie wyrazili zgodę na ślub, który odbył się w listopadzie 1773 w Holy Trinity Church w Coventry. 
Po przyjęciu nazwiska męża zaczęła występować w Cheltenham w innej grupie aktorskiej. Jej rola Belvidery w sztuce Venice Preserv’d Thomasa Otwaya zyskała na tyle duży rozgłos, że David Garrick, wysłał swoich przedstawicieli, aby obejrzeli jej występ. Sarah Siddons grała wówczas Rosalindę w Jak wam się podoba. Garrick zaproponował jej kontrakt, jednak pierwsze występy w Drury Lane w 1775 roku zakończyły się niepowodzeniem i Siddons wróciła do teatrów objazdowych. 
W 1782 roku Richard Brinsley Sheridan ponownie zaproponował jej współpracę z Drury Lane. Jej rola Izabeli w Fatal Marriage Thomasa Southerne'a okazała się wielkim sukcesem. Stała się uznaną aktorską szekspirowską, wśród jej ról były m.in. Wolumnia w Koriolanie, Konstancja w Życiu i śmierci króla Jana, Katarzyna Aragońska w Henryku VIII, ale największe uznanie zyskała kreowana przez nią Lady Makbet. 
W 1783 roku powierzono jej nauczanie królewskich dzieci dykcji. Z regularnych występów scenicznych zrezygnowała w 1812 roku. Zmarła 8 czerwca 1831 w Londynie.